# Ali Solis
Roman Ali Solis Lopez (né le 29 septembre 1987 à Mexicali, Basse-Californie, Mexique) est un receveur de baseball qui joue dans les Ligues majeures avec les Padres de San Diego en 2012 et les Rays de Tampa Bay en 2014. Il est actuellement sous contrat avec les Conspiradores de Querétaro.

## Carrière
Ali Solis commence sa carrière professionnelle 2006 dans les ligues mineures avec un club-école des Padres de San Diego. En 2012, il participe au match des étoiles du futur à Kansas City en remplacement de Yasmani Grandal.
Solis fait ses débuts dans le baseball majeur avec San Diego le 16 septembre 2012. Il ne joue que 5 parties pour les Padres, ne frappant aucun coup sûr en quatre présences au bâton.
Le 25 octobre 2012, il est réclamé au ballottage par les Pirates de Pittsburgh. Après une année 2013 uniquement en ligue mineure dans l'organisation des Pirates, il rejoint les Rays de Tampa Bay, pour qui il dispute 8 matchs en 2014. Il produit un point sur un coup sacrifice en 7 passages au bâton.
Il signe un contrat des ligues mineures avec les Dodgers de Los Angeles le 5 mars 2015.